# 全員集合!7人の仮面ライダー!!
『全員集合!7人の仮面ライダー!!』（ぜんいんしゅうごう しちにんのかめんライダー）は、1976年（昭和51年）1月3日 10時30分から11時25分（JST）に毎日放送制作・TBS系列で放映された特撮テレビドラマ作品で、『仮面ライダーストロンガー』の後日譚にあたる特別番組である。

## 概要
日本全国の子供たちの間で「変身ブーム」を巻き起こし、約5年に渡って放送された「仮面ライダーシリーズ」が『仮面ライダーストロンガー』で終了したことを記念して、毎日放送が『ストロンガー』最終回（第39話）の翌週にお正月特別番組として放送した。番組中の敵役として、「暗黒大将軍」というオリジナルキャラクターが登場した。
ストーリーは、後楽園ゆうえんちを舞台に、立花藤兵衛の回想によって仮面ライダーの栄光の戦いの数々が総集編という形で紹介され、そこに帰国した本郷猛たちが合流し、アトラクションショーに乱入した本物の怪人軍団と戦うという趣向となっている。回想シーンで過去のフィルムが使われているが、歴代ライダーの客演や歴代首領との直接対決シーン（アマゾンは除く）などは含まれていなかった。各場面の効果音や音声の一部も、大部分が新録音のものに差し替えられている。準備稿でのタイトルは『七人ライダー 栄光の戦歴!!』であり、実際の放送内容も7人ライダーの活躍を振り返る部分が番組の大半を占めている。
撮影スケジュールの都合上、『ストロンガー』最終回（第39話）の撮影の前日に撮影が行なわれた。オープニング映像のファーストカットのバイクの走行シーンは『ストロンガー』最終回のラストシーンと同時に撮影され、原作者の石森章太郎が山田稔と共同で監督を務めた。

## あらすじ
デルザー軍団壊滅後、7人の仮面ライダーの活躍を助けて見守ってきた立花藤兵衛は、町の子供たちを相手に歴代ライダーの武勇伝に花を咲かせていた。
藤兵衛は子供たちにせがまれて、後楽園ゆうえんちの「仮面ライダーショー」の見物に行く。そこに7人ライダーが現れ、過去の戦いを振り返る。
ステージ上にいるのは本物の怪人で、暗黒大将軍と名乗る怪人物に操られていた。7人ライダーは暗黒大将軍と怪人軍団を倒した。

## 登場怪人
暗黒大将軍
「仮面ライダーショー」のステージ地下に潜んでいた、長く白い髪と髭を蓄え、将軍服を着た謎の人物。デルザー軍団のベルトを着けて軍団の魔人を従えるなど、同組織とのつながりを示唆するキャラクターとなっている。「ミーは暗黒大将軍」と英語交じりの発音で名乗るが、その他の経歴などは一切不明である。その目的は仮面ライダーショーに本物の怪人を紛れ込ませ、観客席にいる子供たちを誘拐して人質に取り、その高額の身代金を得て世界征服の足掛かりにするというものだった。怪人たちをショーで暴れさせたところまでは計画通りだったものの、その場に居合わせた7人ライダーの手で再生怪人は全滅し、最後は7人ライダーの合体パワーを受けて消滅した。
- 準備稿での名称は黒魔大将軍であり、展開や最期も放送とは異なる。
- 書籍『仮面ライダー大全集』では、この時点でのシリーズ唯一の地球人首領と推測している。

『新 仮面ライダーSPIRITS』
村枝賢一の漫画。『仮面ライダーストロンガー』の本編に未登場だった改造魔人ジェットコンドルが本作品では撃墜を経て人間態となり、「暗黒大将軍」を名乗る。詳細は仮面ライダーSPIRITS#デルザー軍団を参照。
再生怪人軍団
『ストロンガー』に登場した悪の組織ブラックサタンとデルザー軍団から、奇械人メカゴリラ・奇械人アリジゴク・サメ奇械人・奇械人アルマジロン・カニ奇械人・奇械人改造ブブンガー・狼長官・ヘビ女の8体が暗黒大将軍の配下として現れる。狼長官と奇械人アリジゴクは、暗黒大将軍の側近として両脇に立っていた。
戦闘員
デルザー軍団の戦闘員。狼長官・隊長ブランク・ドクロ少佐・ヘビ女の部隊が暗黒大将軍の配下として出現した。

## キャスト
- 本郷猛 / 仮面ライダー1号 - 藤岡弘
- 一文字隼人 / 仮面ライダー2号 - 佐々木剛
- 風見志郎 / 仮面ライダーV3 - 宮内洋
- 結城丈二 / ライダーマン - 山口暁
- 神敬介 / 仮面ライダーX - 速水亮
- 山本大介 / 仮面ライダーアマゾン - 岡崎徹
- 城茂 / 仮面ライダーストロンガー - 荒木茂
- 暗黒大将軍 - 堀田真三
- 子供たち - 東映児童研修所、劇団日本児童
- 立花藤兵衛 - 小林昭二

### スーツアクター
- 中村文弥
- 岡田勝
- 中屋敷鉄也
- 池田力也
- 河原崎洋夫
- 新堀和男
- 前田直高
- 湯川泰男
- 上田弘司
- 橋本春彦

## スタッフ
- 原作 - 石森章太郎
- 連載 - テレビマガジン、たのしい幼稚園、冒険王、テレビランド
- 企画 - 平山亨、阿部征司
- 音楽 - 菊池俊輔
- オートバイ協力 - スズキ自動車
- 現像 - 東映化学
- 構成 - 武谷祐三、田口勝彦、阿部征司
- 制作 - 毎日放送、東映

## 主題歌
オープニング「レッツゴー!! ライダーキック」
作詞 - 石森章太郎、作曲 - 菊池俊輔、歌 - 藤浩一、メール・ハーモニー
本放送版のみに使用された。映像ソフトでは、挿入歌「V3アクション」+「ぼくらの仮面ライダー」のイントロを出だしに『仮面ライダー』、『V3』、『X』の各主題歌のインストゥルメンタル、『ストロンガー』主題歌のイントロとコーダ編集がテーマ曲として差し替えられた。DVDでは映像特典として本放送版オープニングが収録されている。
エンディング「戦え! 七人ライダー」（インストゥルメンタル）
作曲 - 菊池俊輔

## 映像ソフト
- 1985年5月21日にVHS「仮面ライダースペシャル(1)」が東映ビデオより発売された。
- 1997年9月21日にLD「仮面ライダースペシャル(1)」が東映ビデオより発売された[9]。
- 2004年11月21日にDVD「仮面ライダースペシャル」が東映ビデオより発売された。